# Арника средняя
Арника средняя (лат. Arnica intermedia) — многолетнее травянистое растение, вид рода Арника (Arnica) семейства Астровые.

## Распространение и экология
Ареал вида охватывает Восточную Сибирь и Дальний Восток России. Эндемик. Описан из Аллах-Юна.

## Биологическое описание
Стебель высотой 10—30 см, простой, одиночный или в числе нескольких, прямой или слегка приподнимающийся, от самого основания волосистый, особенно густо волосисто-мохнатый под корзинкой.
Прикорневые листья в числе нескольких, от узколанцетных до продолговато-ланцетных, к основанию суженные, к верхушке заострённые или острые, с 3—7 жилками, с обеих сторон с длинными, рассеянными или густыми, полуприжатыми волосками, по краю иногда с очень короткими, расставленными зубчиками. Стеблевые — сидячие, обычно более узкие, в числе 1—2(3) пар, в пазухах, нередко с менее развитыми коротко-стебельчатыми корзинками.
Корзинки в раскрытом состоянии диаметром 4—5 см. Обёртка высотой 12—15 мм, из (13) 15—20 (23) овально-ланцетных островатых листочков, часто с грязновато-пурпуровым оттенком. Цветки в сухом состоянии тёмно-жёлтые, язычковые в количестве 15—18, с длинным язычком, длиной 15—20 мм, шириной 3—6 мм, с 7—11 продольными жилками, на верхушке трёхзубчатые или реже трёхнадрезные; трубчатые цветки длиной около 6 мм, в нижней половине с оттопыренными волосками, в верхней голые.
Летучка, зазубренная или едва зазубренно-бородчатая, длиной 8—9 мм, превышает трубчатые цветки и трубку язычковых цветков. Семянка линейная, длиной 4,5—5 мм, буроватая, густо покрыта полуприжатыми и косо вверх направленными, простыми, длинными волосками.
Цветёт в июле. Плодоносит в августе.

## Таксономия
Вид Арника средняя входит в род Арника (Arnica) трибы Madieae подсемейства Астровые (Asteroideae) семейства Астровые (Asteraceae) порядка Астроцветные (Asterales).
|  |                                      |  |                                                             |                                                             |                    |  | ещё 12 семейств (согласно Системе APG II) | ещё 12 семейств (согласно Системе APG II)    |                                              |  |  |  | ещё 20 триб (согласно Системе APG II) | ещё 20 триб (согласно Системе APG II) |  |  |  |  | ещё около 30 видов | ещё около 30 видов |
|  |                                      |  |                                                             |                                                             |                    |  | ещё 12 семейств (согласно Системе APG II) | ещё 12 семейств (согласно Системе APG II)    |                                              |  |  |  | ещё 20 триб (согласно Системе APG II) | ещё 20 триб (согласно Системе APG II) |  |  |  |  | ещё около 30 видов | ещё около 30 видов |
|  |                                      |  |                                                             | порядок Астроцветные                                        |                    |  |                                           |                                              | подсемейство Астровые                        |  |  |  |                                       | род Арника                            |  |  |  |  |                    |                    |
|  |                                      |  |                                                             | порядок Астроцветные                                        |                    |  |                                           |                                              | подсемейство Астровые                        |  |  |  |                                       | род Арника                            |  |  |  |  |                    |                    |
|  | отдел Цветковые, или Покрытосеменные |  |                                                             |                                                             | семейство Астровые |  |                                           |                                              | триба Madieae                                |  |  |  | вид Арника средняя                    |                                       |  |  |  |  |                    |                    |
|  | отдел Цветковые, или Покрытосеменные |  |                                                             |                                                             |                    |  |                                           |                                              |                                              |  |  |  |                                       |                                       |  |  |  |  |                    |                    |
|  |                                      |  | ещё 44 порядка цветковых растений (согласно Системе APG II) | ещё 44 порядка цветковых растений (согласно Системе APG II) |                    |  |                                           | ещё 11 подсемейств (согласно Системе APG II) | ещё 11 подсемейств (согласно Системе APG II) |  |  |  | еще 35 родов                          | еще 35 родов                          |  |  |  |  |                    |                    |
|  |                                      |  |                                                             | ещё 44 порядка цветковых растений (согласно Системе APG II) |                    |  |                                           |                                              | ещё 11 подсемейств (согласно Системе APG II) |  |  |  |                                       | еще 35 родов                          |  |  |  |  |                    |                    |